# Cremersia australis
Cremersia australis är en tvåvingeart som beskrevs av Borgmeier 1928. Cremersia australis ingår i släktet Cremersia och familjen puckelflugor. Inga underarter finns listade i Catalogue of Life.